# Хокеј на леду на Зимским олимпијским играма 1948.
Хокејашки турнир на Зимским олимпијским играма 1948. био је шести по реду олимпијски турнир у хокеју на леду у организацији Светске хокејашке федерације (IIХФ). Турнир се одржао као део програма Зимских игара V олимпијаде у Санкт Морицу у Швајцарској од 30. јануара до 8. фебруара. Такмичење је уједно представљало и 15. по реду турнир за титулу светског првака, док су се европске селекције такмичиле и за 26. титулу првака Европе. Био је то први олимпијски турнир у хокеју на леду након Другог светског рата, односно први олимпијски турнир након 12 година и ЗОИ 1936. у Гармишу. 
На првенству је учестовало укупно 9 тимова, а турнир се играо по лигашком систему у осам кола. Репрезентација Канаде која је пре овог првенства освојила 11 титула светског првака освојила је своју пету по реду олимпијску, и 12. по реду титулу светског првака. За селекцију Канаде играли су играчи Отава флајерса, аматерске екипе коју су чинили играчи Оружаних снага Канаде. Сребрна олимпијска медаља припала је селекцији Чехословачке која је уједно освојила и своју 8. титулу европског првака, док је бронзана медаља припала домаћој селекцији Швајцарске.
Најефикаснији играч првенства био је нападач селекције Канаде Волтер Халдер са постигнутим 21 голом и 8 асистенција. На првенству је одиграно укупно 36 утакмица, постигнута су 482 гола, или у просеку чак 13,39 голова по утакмици.

## Скандал са америчким тимом
Сједињене Државе су на турнир послале чак две екипе, обе са тенденцијама наступа, што је умало довело до отказивања турнира. Наиме, Америчка аматерска унија и Олимпијски комитет Сједињених Држава су вођени паролом аматеризма на Игре послали један тим, док је Америчка хокејашка асоцијација уз подршку IIХФ-а на турнир послала професионални тим. Како супротстављене стране нису успеле да дођу до договора, оба тима су допутовала у Сенкт Мориц. 
Међународни олимпијски комитет, под чијим патронатом се одржавају ОИ, тражио је избацивање оба тима са Игара, због чега је IIХФ претио бојкотом турнира. Швајцарски олимпијски комитет који је организовао Игре је игнорисао препоруке МОК-а и дозволио професионалном тиму учешће на турниру, док је са друге стране на церемонији отварања учестовао аматерски тим. На крају је постигнут компромис и дозвољено је учешће професионалном тиму, али се њихови резултати нису рачунали у олимпијском поретку. Тако је селекција Сједињених Држава заузела 4. место на светском првенству, али је остала без пласмана на олимпијском турниру.

## Учесници турнира
На олимпијском турниру учестовало је 8, а на турниру за светско првенство 9 екипа, седам из Европе и две из Северне Америке. Селекција Велике Британије бранила је титулу олимпијског победника из Гармиша 1936, док је репрезентација Чехословачке бранила титулу светског првака са СП 1947. године.
| - Аустрија - Велика Британија - Италија | - Канада - Пољска - Сједињене Државе | - Чехословачка - Швајцарска - Шведска |

## Резултати и табела
Свих 9 репрезентација такмичило се у једној групи. Играло се по лигашком систему у осам кола, а победник је одређен на основу укупног броја освојених бодова на крају турнира. Победа се вредновала са 2, а нерешен исход са једним бодом. Резултати екипе САД рачунали су се искључиво на табели светског првенства, док званично нису учестовали на олимпијском турниру. Како су Канада и Чехословачка имале идентичан број бодова и нерешен резултат у директном дуелу, одлучила је гол разлика.
| #   | Репрезентација   | Ут | П | Нер | И | ГД | ГП  | ГР   | Бод |
| --- | ---------------- | -- | - | --- | - | -- | --- | ---- | --- |
| 1.  | Канада           | 8  | 7 | 1   | 0 | 69 | 5   | +64  | 15  |
| 2.  | Чехословачка     | 8  | 7 | 1   | 0 | 80 | 18  | +62  | 15  |
| 3.  | Швајцарска       | 8  | 6 | 0   | 2 | 67 | 21  | +46  | 12  |
| --- | Сједињене Државе | 8  | 5 | 0   | 3 | 86 | 33  | +53  | 10  |
| 4.  | Шведска          | 8  | 4 | 0   | 4 | 55 | 28  | +27  | 8   |
| 5.  | Велика Британија | 8  | 3 | 0   | 5 | 39 | 47  | –8   | 6   |
| 6.  | Пољска           | 8  | 2 | 0   | 6 | 29 | 97  | –68  | 4   |
| 7.  | Аустрија         | 8  | 1 | 0   | 7 | 33 | 77  | –44  | 2   |
| 8.  | Италија          | 8  | 0 | 0   | 7 | 24 | 156 | –132 | 0   |

### Резултати
| 30. јануар 1948. | Санкт Мориц | Швајцарска       | 5 : 4  | Сједињене Државе |  | (1:0, 1:1, 3:3)   |
| 30. јануар 1948. | Санкт Мориц | Канада           | 3 : 1  | Шведска          |  | (1:1, 1:0, 1:0)   |
| 30. јануар 1948. | Санкт Мориц | Пољска           | 7 : 5  | Аустрија         |  | (0:2, 4:2, 3:1 )  |
| 30. јануар 1948. | Санкт Мориц | Чехословачка     | 22 : 3 | Италија          |  | (6:0, 10:1, 6:2)  |
|                  |             |                  |        |                  |  |                   |
| 31. јануар 1948. | Санкт Мориц | Сједињене Државе | 23 : 4 | Пољска           |  | (5:0, 9:1, 9:3)   |
| 31. јануар 1948. | Санкт Мориц | Чехословачка     | 6 : 3  | Шведска          |  | (3:2, 3:1, 0:0)   |
| 31. јануар 1948. | Санкт Мориц | Швајцарска       | 16 : 0 | Италија          |  | (4:0, 9:0, 3:0)   |
| 31. јануар 1948. | Санкт Мориц | Велика Британија | 5 : 4  | Аустрија         |  | (1:2, 1:1, 3:1)   |
|                  |             |                  |        |                  |  |                   |
| 1. фебруар 1948. | Санкт Мориц | Канада           | 3 : 0  | Велика Британија |  | (1:0, 1:0, 1:0)   |
| 1. фебруар 1948. | Санкт Мориц | Сједињене Државе | 31 : 1 | Италија          |  | (6:0, 11:1, 14:0) |
| 1. фебруар 1948. | Санкт Мориц | Швајцарска       | 11 : 2 | Аустрија         |  | (2:2, 3:0, 6:0)   |
| 1. фебруар 1948. | Санкт Мориц | Чехословачка     | 13 : 1 | Пољска           |  | (2:0, 5:1, 6:0)   |
|                  |             |                  |        |                  |  |                   |
| 2. фебруар 1948. | Санкт Мориц | Шведска          | 7 : 1  | Аустрија         |  | (3:1, 1:0, 3:0)   |
| 2. фебруар 1948. | Санкт Мориц | Канада           | 15 : 0 | Пољска           |  | (5:0, 6:0, 4:0)   |
| 2. фебруар 1948. | Санкт Мориц | Чехословачка     | 11 : 4 | Велика Британија |  | (4:1, 6:1, 1:2)   |
|                  |             |                  |        |                  |  |                   |
| 3. фебруар 1948. | Санкт Мориц | Канада           | 21 : 1 | Италија          |  | (11:0, 6:0, 4:1)  |
| 3. фебруар 1948. | Санкт Мориц | Сједињене Државе | 5 : 2  | Шведска          |  | (2:0, 2:1, 1:1)   |
|                  |             |                  |        |                  |  |                   |
| 4. фебруар 1948. | Санкт Мориц | Чехословачка     | 17 : 3 | Аустрија         |  | (4:0, 5:1, 8:2)   |
| 4. фебруар 1948. | Санкт Мориц | Швајцарска       | 12 : 3 | Велика Британија |  | (5:2, 5:1, 2:0)   |
| 4. фебруар 1948. | Санкт Мориц | Пољска           | 13 : 7 | Италија          |  | (3:1, 6:2, 4:4)   |
|                  |             |                  |        |                  |  |                   |
| 5. фебруар 1948. | Санкт Мориц | Швајцарска       | 8 : 2  | Шведска          |  | (3:0, 3:1, 2:1)   |
| 5. фебруар 1948. | Санкт Мориц | Велика Британија | 7 : 2  | Пољска           |  | (2:0, 1:1, 4:1)   |
| 5. фебруар 1948. | Санкт Мориц | Аустрија         | 16 : 5 | Италија          |  | (3:4, 6:0, 7:1)   |
| 5. фебруар 1948. | Санкт Мориц | Канада           | 12 : 3 | Сједињене Државе |  | (3:1, 4:0, 5:2)   |
|                  |             |                  |        |                  |  |                   |
| 6. фебруар 1948. | Санкт Мориц | Шведска          | 4 : 3  | Велика Британија |  | (1:2, 1:1, 2:0)   |
| 6. фебруар 1948. | Санкт Мориц | Швајцарска       | 14 : 0 | Пољска           |  | (8:0, 5:0, 1:0)   |
| 6. фебруар 1948. | Санкт Мориц | Канада           | 0 : 0  | Чехословачка     |  | (0:0, 0:0, 0:0)   |
| 6. фебруар 1948. | Санкт Мориц | Сједињене Државе | 13 : 2 | Аустрија         |  | (4:2, 4:0, 5:0)   |
|                  |             |                  |        |                  |  |                   |
| 7. фебруар 1948. | Санкт Мориц | Сједињене Државе | 4 : 3  | Велика Британија |  | (1:1, 2:0, 1:2)   |
| 7. фебруар 1948. | Санкт Мориц | Шведска          | 23 : 0 | Италија          |  | (6:0, 10:0, 7:0)  |
| 7. фебруар 1948. | Санкт Мориц | Швајцарска       | 1 : 7  | Чехословачка     |  | (0:1, 1:2, 0:4)   |
| 7. фебруар 1948. | Санкт Мориц | Канада           | 12 : 0 | Аустрија         |  | (5:0, 5:0, 2:0)   |
|                  |             |                  |        |                  |  |                   |
| 8. фебруар 1948. | Санкт Мориц | Велика Британија | 14 : 7 | Италија          |  | (6:2, 5:3, 3:2)   |
| 8. фебруар 1948. | Санкт Мориц | Шведска          | 13 : 2 | Пољска           |  | (5:1, 4:1, 4:0)   |
| 8. фебруар 1948. | Санкт Мориц | Чехословачка     | 4 : 3  | Сједињене Државе |  | (3:1, 1:2, 0:0)   |
| 8. фебруар 1948. | Санкт Мориц | Швајцарска       | 0 : 3  | Канада           |  | (0:1, 0:1, 0:1)   |

## Коначни пласман и признања

### Коначан пласман
Коначан пласман на олимпијском турниру, на светском и европском првенству 1948. био је следећи:
| ОИ  | СП | ЕП  | Репрезентација   |
|     |    | --- | Канада           |
|     | 2  |     | Чехословачка     |
|     | 3  | 2   | Швајцарска       |
| --- | 4. | --- | Сједињене Државе |
| 4.  | 5. | 3   | Шведска          |
| 5.  | 6. | 4.  | Велика Британија |
| 6.  | 7. | 5.  | Пољска           |
| 7.  | 8. | 6.  | Аустрија         |
| 8.  | 9. | 7.  | Италија          |